# María Valverde
Maria Valverde Rodriguez là một nữ diễn viên Tây Ban Nha.

## Sự nghiệp
Lúc 16 tuổi, Valverde tham gia vai chính ở The Weakness of the Bolshevik, và giành giải Best New Actress tại 18th Goya Awards.  Các phim khác của cô bao gồm Melissa P. (film), dựa trên cuốn sách One Hundred Strokes of the Brush Before Bed bởi Melissa Panarello và Three Steps Above Heaven.
Các phim tiếng Anh cô đóng bao gồm Cracks (film), sản xuất bởi Ridley Scott và chỉ đạo bởi con gái ông này, Jordan Scott, và phim 2004 Exodus:Gods and Kings tham gia bởi Zipporah, chỉ đạo bởi Ridley Scott, cùng với Christian Bale, Joel Edgerton, Sigourney Weaver, và Ben Kingsley. Năm 2015, cô ấy đóng vai chính trong bộ phim Broken Horses, hợp tác với Anton Yelchin.

## Đời sống cá nhân
Từ năm 2009 đến 2014, Valverde có mối quan hệ với diễn viên Tây Ban Nha Mario Casas khi cô là diễn viên chính trong 3 bộ phim. Vào tháng 03 năm 2017, Valverde kết nối với nhạc trưởng Venezuela Gustavo Dudamel.